# Президентские выборы на Филиппинах (2022)
Выборы президента и вице-президента Филиппин состоялись 9 мая 2022 года. Это стали 17-е прямые президентские выборы и 16-е выборы вице-президента в Филиппинах с 1935 года.
Действующий президент Родриго Дутерте не имел права на переизбрание, поскольку он ограничен одним сроком в соответствии с Конституцией Филиппин 1987 года. 
На должности президента и вице-президента избираются отдельно. Таким образом, два победивших кандидата могут принадлежать к разным политическим партиям. Президентские выборы 2022 года стали первыми, на которых все кандидаты в президенты родились после окончания Второй мировой войны.
Победу на выборах одержал Фердинанд Ромуальдес Маркос младший, сын 10-го президента Филиппин Фердинанда Ромуальдеса Маркоса.

## Результаты

### Выборы президента
| Кандидаты                            | Кандидаты                            | Партия                                               | Голоса     | %     |
| ------------------------------------ | ------------------------------------ | ---------------------------------------------------- | ---------- | ----- |
|                                      | Бонгбонг Маркос                      | Федеральная партия                                   | 31 629 783 | 58,77 |
|                                      | Лени Робредо                         | Независимый                                          | 15 035 773 | 27,94 |
|                                      | Мэнни Пакьяо                         | Прогрессивное движение за передачу инициатив         | 3 663 113  | 6,81  |
|                                      | Иско Морено                          | Демократическое действие                             | 1 933 909  | 3,59  |
|                                      | Панфило Лаксон                       | Независимый                                          | 892 375    | 1,66  |
|                                      | Фейсал Мангондато                    | Общество коричневого сознания                        | 301 629    | 0,56  |
|                                      | Эрнесто Абелла                       | Независимый                                          | 114 627    | 0,21  |
|                                      | Леоди де Гузман                      | Партия трудящихся масс                               | 93 027     | 0,17  |
|                                      | Норберто Гонсалес                    | Филиппинская демократическая социалистическая партия | 90 656     | 0,17  |
|                                      | Хосе Монтемайор-мл.                  | Демократическая партия Филиппин                      | 60 592     | 0,11  |
| Всего                                | Всего                                | Всего                                                | 53 815 484 | 100   |
|                                      |                                      |                                                      |            |       |
| Действительных бюллетеней            | Действительных бюллетеней            | Действительных бюллетеней                            | 53 815 484 | 96,05 |
| Недействительных/пустых бюллетеней   | Недействительных/пустых бюллетеней   | Недействительных/пустых бюллетеней                   | 2 213 371  | 3,95  |
| Всего бюллетеней                     | Всего бюллетеней                     | Всего бюллетеней                                     | 56 028 855 | 100   |
| Зарегистрированных избирателей/ Явка | Зарегистрированных избирателей/ Явка | Зарегистрированных избирателей/ Явка                 | 67 523 697 | 82,98 |
| Источник: Сенат Филиппин             |                                      |                                                      |            |       |

### Выборы вице-президента
| Кандидаты                            | Кандидаты                            | Партия                                       | Голоса     | %     |
| ------------------------------------ | ------------------------------------ | -------------------------------------------- | ---------- | ----- |
|                                      | Сара Дутерте                         | ЛАКАС – Христианские мусульманские демократы | 32 208 417 | 61,53 |
|                                      | Фрэнсис Пангилинан                   | Либеральная партия                           | 9 329 207  | 17,82 |
|                                      | Тито Сотто                           | Националистическая народная коалиция         | 8 251 267  | 15,76 |
|                                      | Вилли Онг                            | Демократическое действие                     | 1 878 531  | 3,59  |
|                                      | Лито Атьенса                         | Прогрессивное движение за передачу инициатив | 270 381    | 0,52  |
|                                      | Мэнни СД Лопес                       | Лейбористская партия Филиппин                | 159 670    | 0,31  |
|                                      | Уолден Белло                         | Партия трудящихся масс                       | 100 827    | 0,19  |
|                                      | Карлос Серапио                       | Общество коричневого сознания                | 90 989     | 0,17  |
|                                      | Ризалито Дэвид                       | Демократическая партия Филиппин              | 56 711     | 0,11  |
| Всего                                | Всего                                | Всего                                        | 52 346 000 | 100   |
|                                      |                                      |                                              |            |       |
| Действительных бюллетеней            | Действительных бюллетеней            | Действительных бюллетеней                    | 52 346 000 | 93,43 |
| Недействительных/пустых бюллетеней   | Недействительных/пустых бюллетеней   | Недействительных/пустых бюллетеней           | 3 682 855  | 6,57  |
| Всего бюллетеней                     | Всего бюллетеней                     | Всего бюллетеней                             | 56 028 855 | 100   |
| Зарегистрированных избирателей/ Явка | Зарегистрированных избирателей/ Явка | Зарегистрированных избирателей/ Явка         | 67 523 697 | 82,98 |
| Источник: Сенат Филиппин             |                                      |                                              |            |       |

### Комментарии
1. ↑  Член «Либеральной партии», но баллотируется как независимый политик.
2. ↑  Первоначально состоял в «Партии демократических реформ», откуда вышел посреди предвыборной кампании. В бюллетенях для голосования по-прежнему указан как кандидат от данной партии.
3. ↑  Член «Либеральной партии», баллотировавшаяся как независимый политик.
4. ↑  Первоначально состоял в «Партии демократических реформ», откуда вышел посреди предвыборной кампании. В бюллетенях для голосования по-прежнему указан как кандидат от данной партии.
5. ↑  Напарница Бонгбонга Маркоса.
6. ↑  Напарник Лени Робредо.
7. ↑  Напарник Панфило Лаксона.
8. ↑  Напарник Иско Морено.
9. ↑  Напарник Мэнни Пакьяо.
10. ↑  Без напарника.
11. ↑  Напарник Леоди де Гузмана.
12. ↑  Напарник Фейсала Мангондато.
13. ↑  Напарник Хосе Монтемайора-мл.